# Коханівка (Подільський район)
Кохані́вка — село Ананьївської міської громади Подільського району Одеської області, Україна. Населення становить 616 осіб.

## Історія
7 (20) листопада 1917 року, відповідно до Третього Універсалу Української Центральної Ради, увійшло до складу Української Народної Республіки.
Під час організованого радянською владою Голодомору 1932—1933 років померло щонайменше 2 жителі села.
За радянських часів на території села розміщався колгосп «Україна» зернового і м'ясо-молочного напряму, який мав в користуванні 4875 га угідь, у тому числі 3212 га орної землі. У 1967 році в колгоспі було виробилено на 100 га угідь 229 цнт молока і 45 цнт м'яса, вирощено з га 22,4 цнт пшениці. Діяли млин, пилорама, ремонтна майстерня, відділення «Сільгосптехніки»; середня школа, бібліотека, два клуби на 300 місць, дільнична лікарня — на 30 ліжок. Після нацистсько-радянської війни споруджено 300 нових будинків.
12 червня 2020 року, відповідно до Розпорядження Кабінету Міністрів України від № 724-р «Про визначення адміністративних центрів та затвердження територій територіальних громад Одеської області», увійшло до складу Ананьївської міської територіальної громади.
19 липня 2020 року, в результаті адміністративно-територіальної реформи і ліквідації Ананьївського району, село увійшло до складу новоутвореного Подільського району.

## Населення
Згідно з переписом 1989 року населення села становило 871 особа, з яких 386 чоловіків та 485 жінок.
За переписом населення 2001 року в селі мешкало 616 осіб.

### Мова
Розподіл населення за рідною мовою за даними перепису 2001 року:
| Мова       | Відсоток |
| ---------- | -------- |
| українська | 93,83 %  |
| російська  | 3,25 %   |
| румунська  | 2,92 %   |

## Відомі люди
- Матросов Вадим Петрович (1989—2016) — солдат Збройних сил України, учасник російсько-української війни.
- Палецький Ростислав Михайлович — український митець, художник, Заслужений майстер народної творчості.